# Kostenberechnung

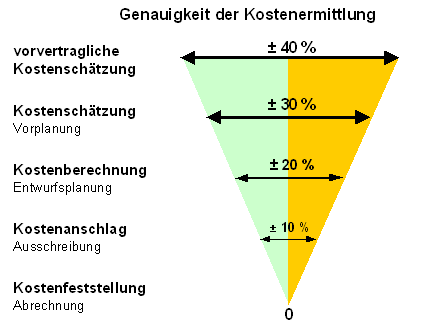
Genauigkeit der Kostenermittlung im Bauwesen mit fortschreitender Planungstiefe

 Bei der Kostenberechnung werden im Bauwesen die „Kosten auf der Grundlage der Entwurfsplanung“ nach DIN 276 Kosten im Bauwesen ermittelt. Die Kostenberechnung bietet mit der zugrunde liegenden weiterentwickelten Planung eine genauere Kostenermittlung als die im Planungsprozess vorangegangene Kostenschätzung. Ihr Ergebnis stellt eine Entscheidungsgrundlage über die Weiterführung des Projekts nach der Entwurfsplanung zur nächsten Stufe der Genehmigungsplanung dar (siehe Leistungsphasen nach HOAI). Im Bauwesen wird üblicherweise eine Genauigkeit von ± 20 % von einer Kostenberechnung erwartet.
Die Kostenberechnung basiert auf den durchgearbeiteten Entwurfszeichnungen und den Massenermittlungen. Bedarfsweise werden Detailpläne und Beschreibungen solcher Einzelheiten einbezogen, die aus den Zeichnungen und den Berechnungsunterlagen nicht zu ersehen sind.
Die Kostenberechnung ist nach DIN 276:2018-12 mindestens bis zur 3. Ebene der Kostengliederung zu präzisieren. In der DIN 276-1:2008-12 war eine Erstellung lediglich bis zur zweiten Ebene gefordert.
Zur Durchführung ergeben sich zwei methodische Ansätze:
- Aufteilung der Kosten, die im Rahmen der Kostenschätzung ermittelt wurden, auf die Kostengruppen der dritten Ebene (Bauelemente).
- Ermittlung der zu „bauenden Mengen“ nach dem Bauelementekatalog. Als Beispiel wird das Bauelement „Außenwände“ der Kostengruppe 330 genannt. Unter Verwendung von Kostenkennzahlen (z. B. €/m³ oder €/m²) von vergleichbaren Projekten werden die Kosten für das neue Projekt berechnet und der spezifische Qualitätsstandard berücksichtigt. Dieses Verfahren ist im Rahmen eines Planungsauftrages gesondert zu vereinbaren und damit zusätzlich zu vergüten.

Die Abrechnung dieser Leistung ist in der Honorarordnung für Architekten und Ingenieure (HOAI) im § 15 unter Beschreibung des Leistungsbildes der Entwurfsplanung geregelt: Eine Kostenberechnung ist nach DIN 276 oder nach dem wohnungsrechtlichen Berechnungsrecht vorzunehmen. Als Besondere Leistungen – die gesondert vergütet werden – ist eine „Kostenberechnung durch Aufstellen von Mengengerüsten oder Bauelementkatalog“ vorgesehen.
Auszug aus der ÖNORM B 1801-1 mit Bezug zur Kostenberechnung:
- Phase: Entwurfsphase
- Ziel: Kostenvorgabe für den Kostenanschlag und als Kostenkontrolle
- Grundlagen: Entwurfsplanung mit Angaben über Nutzungsarten und Räume mit Quantitätsangaben (z. B. Raumflächen, Rauminhalte)
- Gliederung: planungsorientiert – Element und ausführungsorientiert – Leistungsgruppe